# Profesorica Ochrowt
Profesorica Pomona Ochrowt (angleško Pomona Sprout) je izmišljena oseba iz serije Harry Potter pisateljice J. K. Rowling.
Na Bradavičarki poučuje rastlinoslovje in je predstavnica Pihpuffa, enega od Bradavičarkinih domov. Naklonjena je Dumbledorju in Harryju ter verjame v Mrlakensteinovo vrnitev.